# الگا آستراومووا
اُلگا آستراومووا (روسی: О́льга Миха́йловна Остроу́мова؛ زادهٔ ۲۱ سپتامبر ۱۹۴۷) بازیگر اهل اتحاد جماهیر شوروی سوسیالیستی است. وی از سال ۱۹۶۸ میلادی تاکنون مشغول فعالیت بوده‌است.
از فیلم‌ها یا برنامه‌های تلویزیونی که وی در آن نقش داشته است می‌توان به سرنوشت و ون گوگ‌ها اشاره کرد.
وی بابت فعالیت‌های هنری‌اش، برندهٔ جوایز گوناگونی چون جایزه دولتی اتحاد شوروی و هنرمند مردمی روسیه شده است.